# Demografia do Uruguai

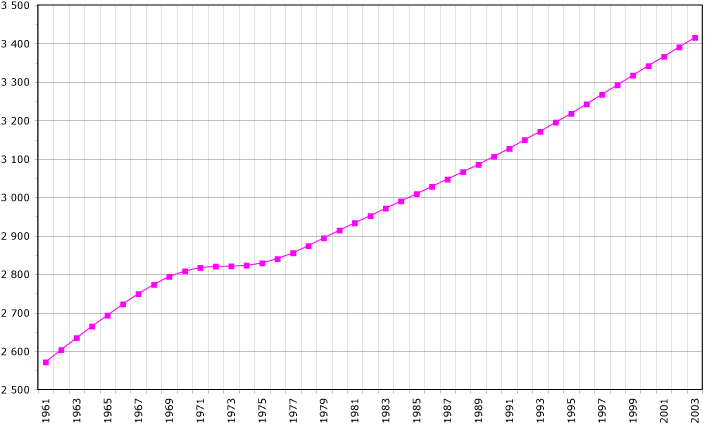
Evolução demográfica 1961-2003.

Na qualidade de país hispanófono na América do Sul, a maioria dos habitantes do Uruguai partilha um fundo cultural espanhol, muito embora cerca de um quarto da população seja de origem italiana. Cerca de 88% da população é de origem europeia, com os mestiços (8%) e os negros (4%) a formar as únicas minorias étnicas significativas. A igreja e o estado estão oficialmente separados, com a maioria da população a seguir o Catolicismo Romano (66%) e comunidades mais pequenas de protestantes (2%) e judeus (1%), bem como um grande grupo não confessional (31%).
Um estudo genético de 2009, publicado no American Journal of Human Biology, revelou que a composição genética do Uruguai é principalmente europeia, mas com contribuição indígena (que varia de 1% a 20% em diferentes partes do país) e significativa contribuição africana (7% a 15% em diferentes partes do país).   A contribuição indígena no Uruguai foi estimada em 10%, em média, para a população inteira. Esse número sobe a 20% no departamento de Tacuarembó, e desce a 2% em Montevidéu. O DNA mitoncondrial indígena chega a 62% em Tacuarembó.  Um estudo genético de 2006 encontrou os seguintes resultados para a população de Cerro Largo: contribuição européia de 82%, contribuição indígena de 8% e contribuição africana de 10%. Esse foi o resultado para o DNA autossômico, o que se herda tanto do pai quanto da mãe e permite inferir toda a ancestralidade de um indivíduo. Na linhagem materna, DNA mitocondrial, os resultados encontrados para Cerro Largo foram: contribuição européia de 49%, contribuição indígena de 30%, e contribuição africana de 21%.
O Uruguai distingue-se pela sua alta taxa de literacia, uma grande classe média urbana e uma distribuição de rendimentos relativamente uniforme. Como resultado da baixa taxa de natalidade, esperança de vida elevada e taxa relativamente alta de emigração de jovens, a população uruguaia é bastante madura.